# Unione Sportiva Triestina Calcio 1918 2022-2023
Questa voce raccoglie le informazioni riguardanti l'Unione Sportiva Triestina Calcio 1918 nelle competizioni ufficiali della stagione 2022-2023.

## Stagione
Dopo la scomparsa del patron Mario Vittorio Biasin, la società viene ceduta alla società Atlas Consulting, mentre Simone Giacomini è nominato nuovo presidente della Triestina.
Con ben tre cambi di allenatore, gli alabardati soffrono per tutta la stagione, tanto da conquistare solo 39 punti, frutto di 9 vittore (tra le quali 1-0 sulla Juventus Next Gen), 12 pareggi e 17 sconfitte, oltre a registrare il peggiore reparto offensivo del girone con 31 reti. La vittoria in rimonta (1-2) nell'ultima giornata in casa della Pergolettese consente tuttavia alla squadra triestina di agguantare i Play-out, con un punto di vantaggio sul Piacenza, anch'esso vincitore ma declassato all'ultimo posto. Avversario nel doppio confronto di spareggio è il Sangiuliano City. Dopo il pareggio a reti inviolate al Rocco, i giuliani trionfano (1-2) in terra milanese, (decisivo il gol di Tavernelli al novantaduesimo), ottenendo quindi la permanenza tra i professionisti. Nella Coppa Italia di Serie C alabardati subito fuori dal torneo, sconfitti (0-1) dall'Arzignano.

## Divise e sponsor
Per la stagione 2022-2023 lo sponsor tecnico è Erreà, mentre gli sponsor sono Stardust, Step Impianti S.R.L. e Ibox.it. La divisa casalinga è rossa con raffigurata un'alabarda "concentrica"; su quella da trasferta bianca è raffigurata a mosaico sulla striscia rossa orizzontale mentre la terza è completamente nera.
| Casa | Trasferta | Terza |

## Rosa
| N. |                    | Ruolo | Calciatore                |
| -- | ------------------ | ----- | ------------------------- |
| 1  | Italia (bandiera)  | P     | Davide Mastrantonio       |
| 2  | Italia (bandiera)  | D     | Davide Ghislandi          |
| 3  | Italia (bandiera)  | D     | Alessandro Malomo         |
| 4  | Italia (bandiera)  | D     | Diego Galliani            |
| 5  | Italia (bandiera)  | C     | Mirko Gori                |
| 6  | Italia (bandiera)  | D     | Edoardo Sottini           |
| 7  | Italia (bandiera)  | A     | Federico Furlan           |
| 7  | Italia (bandiera)  | C     | Andrea Tessiore           |
| 8  | Italia (bandiera)  | C     | Salvatore Pezzella        |
| 9  | Italia (bandiera)  | A     | Simone Ganz               |
| 9  | Nigeria (bandiera) | A     | Jeremy Mbakogu            |
| 10 | Italia (bandiera)  | A     | Elia Petrelli             |
| 11 | Italia (bandiera)  | A     | Andrea Adorante           |
| 12 | Italia (bandiera)  | P     | Matteo Pisseri            |
| 13 | Italia (bandiera)  | D     | Matteo Ciofani (capitano) |
| 14 | Italia (bandiera)  | D     | Umberto Germano           |
| 16 | Italia (bandiera)  | A     | Camillo Tavernelli        |
| 17 | Italia (bandiera)  | C     | Alessandro Lovisa         |

| N. |                      | Ruolo | Calciatore            |
| -- | -------------------- | ----- | --------------------- |
| 18 | Italia (bandiera)    | C     | Mattia Minesso        |
| 19 | Italia (bandiera)    | A     | Luca Paganini         |
| 20 | Italia (bandiera)    | A     | Lorenzo Lollo         |
| 21 | Finlandia (bandiera) | C     | Lauri Ala-Myllymäki   |
| 22 | Italia (bandiera)    | P     | Alessio Pozzi         |
| 23 | Italia (bandiera)    | D     | Gabriele Rocchi       |
| 23 | Slovenia (bandiera)  | P     | Kristjan Matoševič    |
| 24 | Italia (bandiera)    | D     | Lorenzo Pellacani     |
| 25 | Italia (bandiera)    | C     | Marco Crimi           |
| 26 | Italia (bandiera)    | D     | Alberto Masi          |
| 28 | Italia (bandiera)    | C     | Enrico Celeghin       |
| 30 | Italia (bandiera)    | D     | Matteo Di Gennaro     |
| 31 | Italia (bandiera)    | D     | Yuri Rocchetti        |
| 32 | Italia (bandiera)    | D     | Alessio Sabbione      |
| 33 | Italia (bandiera)    | D     | Matteo Piacentini     |
| 74 | Italia (bandiera)    | D     | Daniele Sarzi Puttini |
| 87 | Italia (bandiera)    | A     | Cristiano Lombardi    |
| 99 | Italia (bandiera)    | A     | Mattia Felici         |

## Calciomercato

### Sessione estiva(dal 1/7 al 1/9)
| Acquisti | Acquisti | Acquisti | Acquisti |
| R.       | Nome     | da       | Modalità |
| -------- | -------- | -------- | -------- |

| Cessioni | Cessioni | Cessioni | Cessioni |
| R.       | Nome     | a        | Modalità |
| -------- | -------- | -------- | -------- |

### Sessione invernale(dal 1/1 al 31/1)
| Acquisti | Acquisti           | Acquisti   | Acquisti   |
| R.       | Nome               | da         | Modalità   |
| -------- | ------------------ | ---------- | ---------- |
| P        | Kristjan Matoševič | Cosenza    | prestito   |
| D        | Umberto Germano    | Padova     | definitivo |
| D        | Alessandro Malomo  | Foggia     | prestito   |
| D        | Alberto Masi       | SPAL       | definitivo |
| D        | Matteo Piacentini  | Modena     | prestito   |
| C        | Enrico Celeghin    | Como       | prestito   |
| C        | Andrea Tessiore    | Latina     | definitivo |
| A        | Jeremy Mbakogu     | Gubbio     | definitivo |
| A        | Camillo Tavernelli | Cittadella | prestito   |

| Cessioni | Cessioni            | Cessioni    | Cessioni      |
| R.       | Nome                | a           | Modalità      |
| -------- | ------------------- | ----------- | ------------- |
| P        | Matteo Pisseri      | Monopoli    | prestito      |
| D        | Matteo Di Gennaro   | Feralpisalò | prestito      |
| D        | Gabriele Rocchi     | Potenza     | definitivo    |
| D        | Alessio Sabbione    | Alessandria | prestito      |
| D        | Edoardo Sottini     | Inter       | fine prestito |
| C        | Federico Furlan     | Ternana     | fine prestito |
| C        | Lauri Ala-Myllymäki | Venezia     | fine prestito |
| A        | Simone Ganz         | Latina      | prestito      |
| A        | Elia Petrelli       | Genoa       | fine prestito |

## Risultati

### Serie C

#### Girone di andata
| Arbitro: | Collu (Cagliari) |

|  |           |                        |
|  | Marcatori | 55’ Deli 90+1’ Piscopo |

| Arbitro: | Di Francesco (Ostia Lido) |

|            |           |            |
| Molnar 22’ | Marcatori | 36’ Felici |

| Arbitro: | Giaccaglia (Jesi) |

|             |           |             |
| Carillo 82’ | Marcatori | 3’ Petrelli |

| Arbitro: | Cherchi (Carbonia) |

|                   |           |                 |
| M. Di Gennaro 89’ | Marcatori | 79’ Della Morte |

| Arbitro: | Centi (Terni) |

|               |           |              |
| Trainotti 58’ | Marcatori | 64’ Paganini |

| Arbitro: | Catanoso (Reggio Calabria) |

|                                        |           |                                |
| Crimi 42’ Ganz 84’ Adorante 87’ (rig.) | Marcatori | 58’ (aut.) Pisseri 69’ Lonardi |

| Arbitro: | Vergaro (Bari) |

|                        |           |              |
| Bianco 43’ Bruschi 47’ | Marcatori | 24’ Pezzella |

| Arbitro: | Pirrotta (Barcellona Pozzo di Gotto) |

|  |           |                             |
|  | Marcatori | 38’ Milesi 67’, 82’ Manconi |

| Arbitro: | Di Marco (Ciampino) |

|  |           |                              |
|  | Marcatori | 32’ Piovanello 78’ De Marchi |

| Arbitro: | De Angeli (Milano) |

|               |           |  |
| Compagnon 64’ | Marcatori |  |

| Arbitro: | Mastrodomenico (Matera) |

|                       |           |                  |
| Paganini 15’ Ganz 20’ | Marcatori | 88’ A. Rodríguez |

| Arbitro: | Delrio (Reggio Emilia) |

|                     |           |                   |
| Stanzani 6’ Piu 39’ | Marcatori | 90+5’ (rig.) Ganz |

| Arbitro: | Galipò (Firenze) |

|              |           |                |
| Paganini 42’ | Marcatori | 64’ Maistrello |

| Arbitro: | Costanza (Agrigento) |

|                                                    |           |  |
| Ronaldo 9’ (rig.) Rolfini 32’ Greco 35’ Stoppa 90’ | Marcatori |  |

| Arbitro: | Monaldi (Macerata) |

|            |           |                         |
| Ganz 90+1’ | Marcatori | 3’ Pinzauti 67’ Girelli |

| Arbitro: | Madonia (Palermo) |

|                       |           |  |
| Morra 62’ Rizza 90+1’ | Marcatori |  |

| Trieste 4 dicembre 2022, ore 14:30 CET 17ª giornata | Triestina          | 0 – 0 referto | Feralpisalò | Stadio Nereo Rocco (4 308 spett.)\| Arbitro: \| Frascaro (Firenze) \| |
| Arbitro:                                            | Frascaro (Firenze) |               |             |                                                                       |

| Arbitro: | Iacobellis (Pisa) |

|          |           |  |
| Fusi 39’ | Marcatori |  |

| Arbitro: | G. Sacchi (Macerata) |

|             |           |  |
| Minesso 39’ | Marcatori |  |

#### Girone di ritorno
| Arbitro: | Centi (Terni) |

|                          |           |              |
| Burrai 89’ Piscopo 90+5’ | Marcatori | 13’ Adorante |

| Arbitro: | Luongo (Napoli) |

|  |           |           |
|  | Marcatori | 41’ Piana |

| Arbitro: | Arena (Torre del Greco) |

|                          |           |  |
| Felici 1’ Adorante 45+2’ | Marcatori |  |

| Arbitro: | Grasso (Ariano Irpino) |

|                          |           |                   |
| Della Morte 10’ Comi 20’ | Marcatori | 62’ M. Di Gennaro |

| Arbitro: | Carrione (Castellammare di Stabia) |

|  |           |                         |
|  | Marcatori | 32’ García 89’ Sangalli |

| Verona 1º febbraio 2023, ore 18:00 CET 25ª giornata | Virtus Verona    | 0 – 0 referto | Triestina | Centro sportivo Mario Gavagnin-Sinibaldo Nocini (393 spett.)\| Arbitro: \| Andreano (Prato) \| |
| Arbitro:                                            | Andreano (Prato) |               |           |                                                                                                |

| Arbitro: | Giaccaglia (Jesi) |

|  |           |                         |
|  | Marcatori | 77’ Capogna 84’ Bruschi |

| Arbitro: | Gianquinto (Parma) |

|  |           |                   |
|  | Marcatori | 51’ (rig.) Felici |

| Arbitro: | Milone (Taurianova) |

|                 |           |          |
| Delli Carri 88’ | Marcatori | 29’ Masi |

| Arbitro: | Bordin (Bassano del Grappa) |

|               |           |  |
| Tavernelli 5’ | Marcatori |  |

| Arbitro: | Catanoso (Reggio Calabria) |

|            |           |  |
| Pedone 39’ | Marcatori |  |

| Arbitro: | Mucera (Palermo) |

|                         |           |  |
| Crimi 6’ Adorante 90+3’ | Marcatori |  |

| Arbitro: | Fiero (Pistoia) |

|           |           |                                              |
| Silva 25’ | Marcatori | 27’ Crimi 28’ Pezzella 68’ Masi 89’ Adorante |

| Arbitro: | Maggio (Lodi) |

|             |           |                |
| Mbakogu 59’ | Marcatori | 26’ F. Ferrari |

| Lecco 26 marzo 2023, ore 14:30 CEST 34ª giornata | Lecco            | 0 – 0 referto | Triestina | Stadio Rigamonti-Ceppi (1 415 spett.)\| Arbitro: \| Zanotti (Rimini) \| |
| Arbitro:                                         | Zanotti (Rimini) |               |           |                                                                         |

| Arbitro: | Panettella (Bari) |

|                |           |              |
| Piacentini 87’ | Marcatori | 50’ Chierico |

| Arbitro: | Emmanuele (Pisa) |

|           |           |  |
| Butić 69’ | Marcatori |  |

| Trieste 16 aprile 2023, ore 14:30 CEST 37ª giornata | Triestina         | 0 – 0 referto | Sangiuliano City | Stadio Nereo Rocco (5 847 spett.)\| Arbitro: \| Cavaliere (Paola) \| |
| Arbitro:                                            | Cavaliere (Paola) |               |                  |                                                                      |

| Arbitro: | Baratta (Rossano) |

|             |           |                           |
| Saccani 82’ | Marcatori | 88’ Felici 90+4’ Adorante |

### Play-out
| Trieste 6 maggio 2023, ore 16:30 CEST Andata | Triestina      | 0 – 0 referto | Sangiuliano City | Stadio Nereo Rocco (6 436 spett.)\| Arbitro: \| Saia (Palermo) \| |
| Arbitro:                                     | Saia (Palermo) |               |                  |                                                                   |

| Arbitro: | Di Marco (Ciampino) |

|                    |           |                              |
| Salzano 56’ (rig.) | Marcatori | 47’ Mbakogu 90+2’ Tavernelli |

### Coppa Italia Serie C

#### Turni eliminatori
| Arbitro: | Gemelli (Messina) |

|  |           |                |
|  | Marcatori | 68’ Antoniazzi |

## Statistiche

### Statistiche di squadra
Aggiornate al 19 marzo 2023
| Competizione         | Punti | In casa | In casa | In casa | In casa | In casa | In casa | In trasferta | In trasferta | In trasferta | In trasferta | In trasferta | In trasferta | Totale | Totale | Totale | Totale | Totale | Totale | D.R. |
| Competizione         | Punti | G       | V       | N       | P       | Gf      | Gs      | G            | V            | N            | P            | Gf           | Gs           | G      | V      | N      | P      | Gf     | Gs     | D.R. |
| -------------------- | ----- | ------- | ------- | ------- | ------- | ------- | ------- | ------------ | ------------ | ------------ | ------------ | ------------ | ------------ | ------ | ------ | ------ | ------ | ------ | ------ | ---- |
| Serie C              | 33    | 17      | 6       | 4       | 7       | 15      | 20      | 16           | 2            | 5            | 9            | 13           | 22           | 33     | 8      | 9      | 16     | 28     | 42     | -14  |
| Coppa Italia Serie C | -     | 1       | 0       | 0       | 1       | 0       | 1       | 0            | 0            | 0            | 0            | 0            | 0            | 1      | 0      | 0      | 1      | 0      | 1      | -1   |
| Totale               | -     | 18      | 6       | 4       | 8       | 15      | 21      | 16           | 2            | 5            | 9            | 13           | 22           | 34     | 8      | 9      | 17     | 28     | 43     | -15  |

### Andamento in campionato
| Giornata  | 1  | 2  | 3  | 4  | 5  | 6  | 7  | 8  | 9  | 10 | 11 | 12 | 13 | 14 | 15 | 16 | 17 | 18 | 19 | 20 | 21 | 22 | 23 | 24 | 25 | 26 | 27 | 28 | 29 | 30 | 31 | 32 | 33 | 34 | 35 | 36 | 37 | 38 |
| --------- | -- | -- | -- | -- | -- | -- | -- | -- | -- | -- | -- | -- | -- | -- | -- | -- | -- | -- | -- | -- | -- | -- | -- | -- | -- | -- | -- | -- | -- | -- | -- | -- | -- | -- | -- | -- | -- | -- |
| Luogo     | C  | T  | T  | C  | T  | C  | T  | C  | C  | T  | C  | T  | C  | T  | C  | T  | C  | T  | C  | T  | C  | C  | T  | C  | T  | C  | T  | T  | C  | T  | C  | T  | C  | T  | C  | T  | C  | T  |
| Risultato | P  | N  | N  | N  | N  | V  | P  | P  | P  | P  | V  | P  | N  | P  | P  | P  | N  | P  | V  | P  | P  | V  | P  | P  | N  | P  | V  | N  | V  | P  | V  | V  | N  | N  | N  | P  | N  | V  |
| Posizione | 18 | 18 | 16 | 16 | 15 | 12 | 15 | 18 | 18 | 18 | 18 | 18 | 18 | 18 | 19 | 20 | 20 | 20 | 19 | 20 | 20 | 20 | 20 | 20 | 20 | 20 | 20 | 20 | 19 | 19 | 19 | 19 | 19 | 19 | 19 | 20 | 20 | 18 |

Legenda:

Luogo: C = Casa; T = Trasferta. Risultato: V = Vittoria; N = Pareggio; P = Sconfitta.